# Thanh Thủy, Thiên Thủy
Thanh Thủy (chữ Hán phồn thể: 清水縣, chữ Hán giản thể: 清水县) là một huyện thuộc địa cấp thị Thiên Thủy, tỉnh Cam Túc, Cộng hòa Nhân dân Trung Hoa. Huyện này giáp Lũng, Ngọc Kê, Tần Châu, Mạch Tích, Tần An, Trương Gia Xuyên. Thanh Thủy có dân số năm 2003 là 310.000 người. Huyện lỵ đóng ở trấn Vĩnh Thanh. Mã số bưu chính là 741400.
Về mặt hành chính, huyện này được chia thành 1 trấn, 23 hương.
- Trấn: Vĩnh Thanh.
- Hương: Thượng Khuê, Bạch Sa, Hồng Bảo, Thủy Tuyền, Thái Bình, Bạch Đà, Ngọc Bfnh, Tùng Thụ, Vương Hà, Viễn Môn, Thổ Môn, Quách Xuyên, Kim Tập, Cổ Xuyên, Pong Vượng, Thảo Xuyên, Lũng Đông, Hoàng Môn, Tân Thành, Tần Đình, Bách Gia, Sơn Môn, Vượng Hưng.